# Limani járás
A Limani járás (oroszul Лиманский муниципальный район) Oroszország egyik járása az Asztraháni területen. Székhelye Liman.

## Népesség
- 1989-ben 35 151 lakosa volt.
- 2002-ben 34 341 lakosa volt, melyből 24 541 orosz, 3 296 kalmük, 1 314 kazah, 1 205 tatár.
- 2010-ben 31 952 lakosa volt, melyből 22 758 orosz, 3 102 kalmük, 1 274 csecsen, 1 227 kazah, 1 027 tatár, 460 dargin, 156 ukrán, 147 cigány, 132 lezg, 126 avar, 121 üzbég, 78 kumik, 75 kirgiz, 63 koreai, 58 örmény, 53 grúz, 50 német, 49 nogaj, 39 tadzsik, 35 azeri, 30 fehérorosz, 26 rutul, 20 moldáv, 19 tabaszaran, 16 csuvas, 14 lak, 13 baskír, 10 mari stb.